# Маракеш
Маракеш (на арабски: مراكش‎) е голям град в Централно Мароко.
Древна столица на Мароко, той е сред Имперските градове на Мароко и градовете на приказките „1001 нощ“. Известен е като „розовия град“ заради традиционно преобладаващия керемидено-розов цвят на старите и на новите сгради.
Основан е през 1062 г. от първия берберски крал от династията на Алморавидите. В миналото цялата страна Мароко е била позната под името Маракеш, както и до днес все още бива наричана в Иран.

## География
Маракеш лежи в подножието на величествените планини Атлас, това е последният голям град на цивилизацията югозападно от планината преди пустинята Сахара, простираща се отвъд южните ѝ склонове. По официални данни населението наброява 1 милион жители, реално градът е поне двойно по-голям. Основната част от населението са бербери, има също така и немалък брой заселници от европейски произход и европейци, главно французи. Маракеш е четвъртият по големина град в Мароко след Казабланка, Рабат и Фес. Градът е разделен на стар град – медина, обитаван от началото на 11 век, и модерна част – Вил Нувел с два района – Гюелиз и Ивернаж – започнал да се формира като френски колониален модерен град след началото на XX век. Днес, за разлика от медината, тази бързо развиваща се част е отлично благоустроена. В нея се издигат многобройни луксозни жилищни и бизнес сгради, хотели, банки, театър, стадион и т.н., много от които претворяват в съвременни архитектурни форми местната традиция и колорит.
Тук на 15 април 1994 г. е подписан „Договорът от Маракеш“ с който е създадена Световната търговска организация (World Trade Organization, WTO).

## Забележителности

### Медина (Старият град)
Медина е „старият град“ (на арабски „мадина/медина“ значи просто „град“). Простира се на площ от 600 хектара. Това е историческият център на града и на традиционната търговия и занаяти, тя е най-голямата медина в Мароко. Тук са разположени ориенталски пазари – сукове, жилищни квартали с криволичещи сокаци, забележителната голяма джамия Кутубия и други ислямски храмове, медресета и Кралският дворец (който е действаща резиденция на краля, не е отворен за посетители и снимането на стражата е забранено). Крепостните стени, обграждащи сърцето на перлата на юга, са с височина от 8 до 10 метра, обща обиколка над 19 км и имат 19 порти. Най-забележителна е Негърската врата – Баб Агнау от времето на Алмохадите – XII век, водеща от юг към владетелската „касба“ – южните квартали на медината и „касъра“ – двореца.
В днешно време сградите, хигиената и отчасти безопасността не са съвсем в цветущо състояние и голяма част от населението се е изселила към новите по-добре устроени квартали. Немалко от богатите традиционни стари къщи в Медината, наричани „Риад“ (т.е. градина), представляващи романтични няколкоетажни сгради около вътрешна градина с басейн или фонтан и тераси на покривите, са реставрирани от европейци и местни собственици и днес са бутикови хотели или вили под наем. 
Над 40 000 занаятчии работят в Медината, разпределени в различни чаршии.
Други местни забележителности са медресето „Бен Юсеф“, гробницата на Саадитите, издигната от Ахмад ал-Мансур (1578 – 1603), и малкото останало от неговия дворец Ел-Бади. За забележителности се считат също градините Менара, простиращи се на 1 кв. км, създадени към 1130 г. по време на управлението на Алмохад (Абдул Мумин) – първия от династията на Алмохадитите, и градините на Агдал, лежащи на юг от Кралския дворец, създадени през 1156 г. от алмохадската династия. Наименованието „Агдал“ означава градина и произлиза от берберски. Настоящата форма, както и стените, които ги обграждат, датират от XIX в.

### Джама Ел-Фна
Площад „Ел-Фна“ (арабски: جامع الفناء jâmi al-fanâ) е обявен за паметник на ЮНЕСКО „Шедьовър на устното и нематериалното наследство на човечеството“. Той фактически е центърът на Медината на Маракеш в близост до джамията Кутубия. В миналото място за изпълнение на жестоки масови екзекуции днес това е една от най-големите туристически атракции в Маракеш. 
На 28 април 2011 г. „Ал-Каида в Ислямския Магреб“ извършва кървав атентат на площада, при който загиват 17 души и тежко са ранени други 26, повечето от които обикновени туристи, посетители на взривеното средноразрядно кафе „Аргана“.

### Градина на Мажорел
Ботаническата градина Jardin Majorelle е наименувана на нейния създател френския художник Жак Мажорел. През 1919 г. Жак Мажорел отива да живее в медината на Маракеш, романтично привлечен от светлините, шумовете, миризмите, архитектурата и хората на града от 1001 нощи. Започвайки през 1922 г. от една палма, той създава цяла ботаническа градина около вилата си. Разположена по протежението на централен воден басейн, градината съдържа стотици видове екзотични растения и птици от цял свят.
Градината е отворена за посещение през 1947 г. През 1980 година собствеността преминава в ръцете на Ив Сен Лоран и Пиер Берже. След смъртта на първия през 2008 година, пепелта му е разпръсната сред градината и в негова памет в едно от кътчетата е издигнат мемориален паметник.

## Известни личности
В Маракеш е живял и на 10 декември 1198 г. е починал прочутият философ, лекар и юрист Авероес (Ибн Рушд, изключително високо ценен и в християнска Европа и от мюсюлманите. Видният средновековен математик и астроном Ибн ал-Банна ал-Маракеши (Ибн ал-Банна ал-Гарнати – „син на архитекта от Гранада“) е роден, живял и погребан в града, на него е кръстен кратерът „Ал Маракеши“ в Морето на изобилието на Луната. От 1578 градоначалник (каид) на Маракеш е роденият в Алмерия Джудар паша – завоювал империята Сонгай (дн. Мали), и марокански губернатор на Тимбокту, Джена и Гао, той умира в града в 1605 г. В съвременния Маракеш са родени също папският външен минисър архиепископ Доминик Мамберти, прославения френски футболист Жюст Фонтен, видният борец за мир Мордехай Вануну и др.